# Муравьёв, Александр Михайлович (декабрист)
Алекса́ндр Миха́йлович Муравьёв (19 марта 1802, Петербург — 24 ноября 1853, Тобольск) — корнет, декабрист, младший брат Н. М. Муравьёва.

## Биография

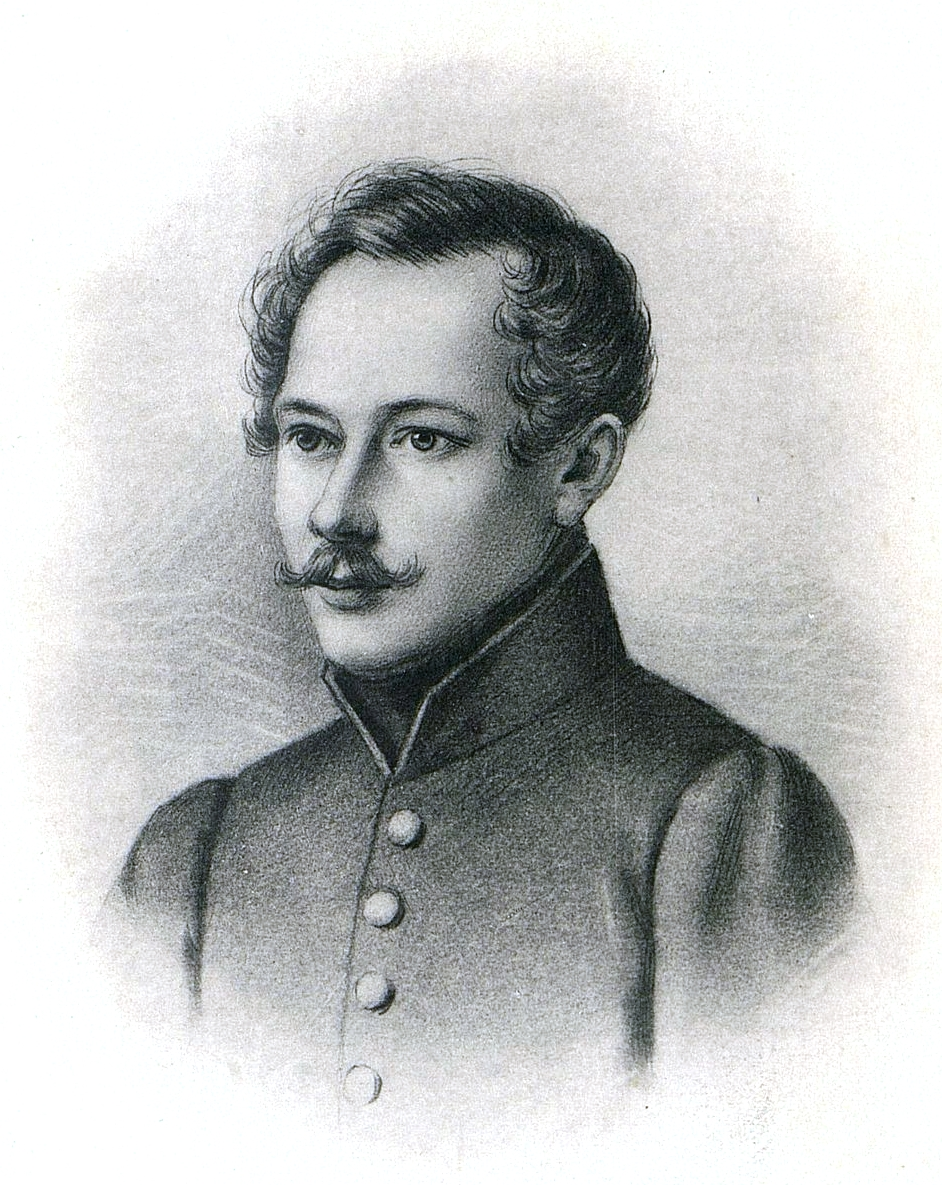
Муравьёв Александр Михайлович

Получил блестящее домашнее образование. Позднее слушал лекции передовых профессоров, занимался самообразованием, уделяя большое внимание произведениям французских просветителей. Курс истории слушал у профессора Раупаха, у профессора К. Ф. Германа — курс истории и статистики.
С 6 апреля 1824 года — корнет Кавалергардского полка.

Принят в Союз благоденствия в возрасте 17 (или 18) лет М. С. Луниным. Вероятно, деятельного участия в работе общества не принимал, поэтому в 1824 году был повторно принят М. И. Муравьёвым-Апостолом в тайное общество, став членом Северного общества. А. П. Пятнов указывает следующие годы пребывания в обществах: в Союзе благоденствия 1820—1821, в Северном обществе 1821—1826. К этому времени относится его знакомство с Е. Оболенским, С. Трубецким, М. Нарышкиным. Участник многих совещаний общества, был посвящён во все его планы, поддерживал конституционный проект своего старшего брата. В 1825 году получил право принимать новых членов общества. Через его посредство в общество вошли офицеры Кавалергардского полка З. Чернышёв, А. Вяземский, А. Суворов, А. Горожанский, корнет гусарского полка Г. Колошин, поручик Преображенского полка Н. Шереметев. Занимался сбором денег на нужды общества. Накануне 14 декабря участвовал в совещании на квартире К. Рылеева. В день восстания во время присяги кавалергардов уговаривал их не присягать Николаю. Вечером 14 декабря на квартире корнета Вадковского в Новой Деревне уничтожил компрометирующие бумаги. Арестован 19 декабря в доме матери своим полковым командиром С. Апраксиным. Муравьёва допрашивал лично император Николай I:
… император, взяв нас [Муравьёва, Анненкова, Арцибашева] под руки, начал наш допрос, несколько сдерживаясь; затем, повышая голос всё более и более, он говорил нам уже с угрозами. Он приказал Левашеву записывать ответы на вопросы, которые тот должен был задавать
.
Муравьёв был заключён в Ревельскую крепость 25 декабря 1825 года, с 30 апреля 1826 года — в Петропавловской крепости. По решению Верховного уголовного суда приговорён к лишению чинов и дворянства и каторжным работам на 15 лет. 10 июля 1826 года срок каторжных работ сокращён до 12 лет, а 22 августа 1826 года — до 8 лет с пожизненным поселением в Сибири. 10 декабря 1826 года отправлен в Сибирь вместе с братом, Анненковым и Торсоном. Первоначально отбывал каторгу на Нерчинских рудниках, с 1830 года — на Петровском заводе. Освобождён от каторжных работ в 1832 году. Не желая разлучаться с братом, остался на Петровском заводе, где для него был установлен такой же режим, как для всех заключённых. В 1835 году Никита и Александр Муравьёвы, доктор Христиан-Фердинанд Вольф вышли на поселение в село Урик, в 20 верстах от Иркутска. Вместе с братом занимался огородничеством, выращивая арбузы и дыни.
Позднее Александр Муравьёв получил разрешение служить в Тобольске, куда переехал 17 июля 1845 года вместе с женой, сыном Михаилом и дочерью Екатериной. Согласно данным А. И. Дмитриева-Мамонова, «26 июля 1844 года принят на службу и определён в штат канцелярии Тобольского общего губернского правления, с званием писца 4-го разряда без содержания». Благодаря финансовой поддержке матери приобрёл один из лучших домов в Тобольске, ставший местом для встреч декабристов и одним из центров общественной жизни города. В том же доме также жил доктор Вольф. В Тобольске Александр Муравьёв прославился своей благотворительностью и материальной помощью нуждающимся. С высочайшего соизволения в 1852 году был произведён в чин коллежского регистратора.
Получил разрешение вернуться в Европейскую Россию (Курск) в сентябре 1853 года. Умер 24 ноября 1853 года в Тобольске. Похоронен на Завальном кладбище.

## Мемуары
Свои записки на французском языке «Мой журнал» (Mon Jornal) Александр Муравьёв посвятил жене и детям. Предположительно последняя редакция мемуаров относится к 1852—1853 годам. В своих «Замечаниях» на записки А. Муравьёва Е. И. Якушкин отмечал, что это собственно собрание отдельных заметок Н. М. Муравьёва, которые тот делал на полях книг во время пребывания на Петровском Заводе:
В рассказе его встречаются ошибки, которых избежать ему было невозможно, так как заметки его брата были отрывочны, а сам он был мало знаком с делами Общества… При составлении Записок (в 1852—1853 гг.) он не мог получить никаких сведений об Обществе от своих товарищей, пото[му] что сосланные в Тобольск, где жил и он, или принадлежали к Южному обществу, или так же мало были знакомы с делами Общества, как и он… Этот журнал любопытен только потому, что в нём высказаны убеждения А[лександ]ра после 27-летней ссылки.
Копия записок Муравьёва вместе с «Замечаниями» была передана Якушкиным Н. Ф. Дубровину в 1895 году. Второй список, имеющий некоторые разночтения, был передан внучкой Муравьёва Н. В. Вачнадзе в библиотеку Тифлисского университета. Впервые мемуары были опубликованы на французском языке в 1902 году в Берлине. Русский перевод, выполненный С. Я. Штрайхом, опубликован в 1922 году издательством «Былое». Проживавшая в Италии дальняя родственница потомков А. М. Муравьёва М. Н. Клопотовская в 1966 году передала советскому консулу письма Муравьёва и две последние части его записок «Сибирь» и «Иркутск».

## Семья
Жена с 1839 года — Жозефина Адамовна Бракман (Брахман или Брашман) (1814 — до 1886), гувернантка в семье С. Волконского. Родилась в Эстляндии.
С 26 февраля 1856 года во втором браке (в Дерпте) за бывшим ординатором Одесской городской больницы коллежским асессором Генрихом Мейером; после развода с ним уехала в Швейцарию, умерла во Флоренции (недоступная ссылка) Проверено 9 июля 2017.
Дети:
- Никита (16.10.1840 — 1.5.1843)
- Михаил (7.3.1842 — 25.6.1887), впоследствии ялтинский уездный предводитель дворянства
- Екатерина (1842—1887), с 1860 замужем за лейтенантом английского флота Бюгау-Тельфер
- Елена (1844 — ?)
- Александра (1846 — ?)
- Лидия (1.8.1847 — 23.2.1850)

А. И. Дмитриев-Мамонов приводил другие даты рождения дочерей: Елена (Алина) — 1845, Александра — 1847, Лидия — 1848.